# Yeşiltömek, Sultanhanı
Yeşiltömek là một xã thuộc huyện Aksaray, tỉnh Aksaray, Thổ Nhĩ Kỳ. Dân số thời điểm năm 2010 là 690 người.